# Секретная миссия (телесериал)
«Секретная миссия» (англ. Mission Top Secret) — австралийский приключенческий телесериал (1992—1995).

## Сюжет
12-летняя Джемма случайно взламывает неиспользуемый телекоммуникационный спутник и обнаруживает, что через него может установить связь с компьютерами по всему миру. При поддержке изобретателя сэра Джошуа Крэнберри она создаёт тайную организацию «Альфа Центавра» (Centauri), состоящую из агентов-подростков в разных странах и ведущую борьбу с мировой преступностью.
Штаб-квартира организации расположена на ферме в пригороде Сиднея (Австралия). Характерной чертой «Альфа Центавра» является использование в своей деятельности самых современных (на середину 1990-х годов) технологий — например, каждый агент имеет ноутбук с возможностью организации видеоконференции.

## В ролях
- Росси Котсис — Спайк Бакстер
- Шэйн Брайант — Невилл Сэвидж
- Фредерик Парслоу — сэр Джошуа Крэнберри
- Эмма Джейн Фаулер — Сэнди Вестон
- Дженнифер Харди — Виктория Виггинс
- Эндрю Шепард — Альберт Виггинс
- Лорен Хьюитт — Кэт Фаулер
- Джейми Крофт — Дэвид Фаулер

## Факты
- Сериал состоит из двух сезонов. В каждом сезоне — шесть эпизодов, каждый эпизод разделён на четыре части. Первый сезон был снят в 1992 году, второй — в 1995 [3].
- В Австралии первый сезон «Секретной миссии» показывался с 8 ноября по 16 декабря 1993 года[4], второй сезон — с 3 августа по 19 октября 1996 года[5].
- В России сериал был показан на канале «ТВ-Центр».[6]
- Хотя сериал считается австралийским (большинство актёров и членов съёмочной группы были из Австралии), фактически это был международный проект[7] с участием нескольких европейских стран, ЮАР и Японии. Съёмки проходили на территории семи стран[8].
- Съёмки первого сезона обошлись в 33 млн французских франков[7]. По другим данным, бюджет всего сериала составил 8 млн американских долларов[8].
- Сериалу предшествовал одноимённый полнометражный телефильм (1990)[9], с которым у него, однако, мало общего.
- Композитор Йэн Дэвидсон получил награду APRA за лучшую музыкальную тему к телесериалу.